# Chiesa di San Giovanni (Mezzano)
La chiesa dei Santi Giovanni Battista e Giovanni Envagelista, generalmente nota come chiesa di San Giovanni, è una chiesa cattolica situata in località Liendri, nel comune di Mezzano in provincia di Trento; è sussidiaria della parrocchiale di San Giorgio di Mezzano e fa parte dell'arcidiocesi di Trento.

## Storia

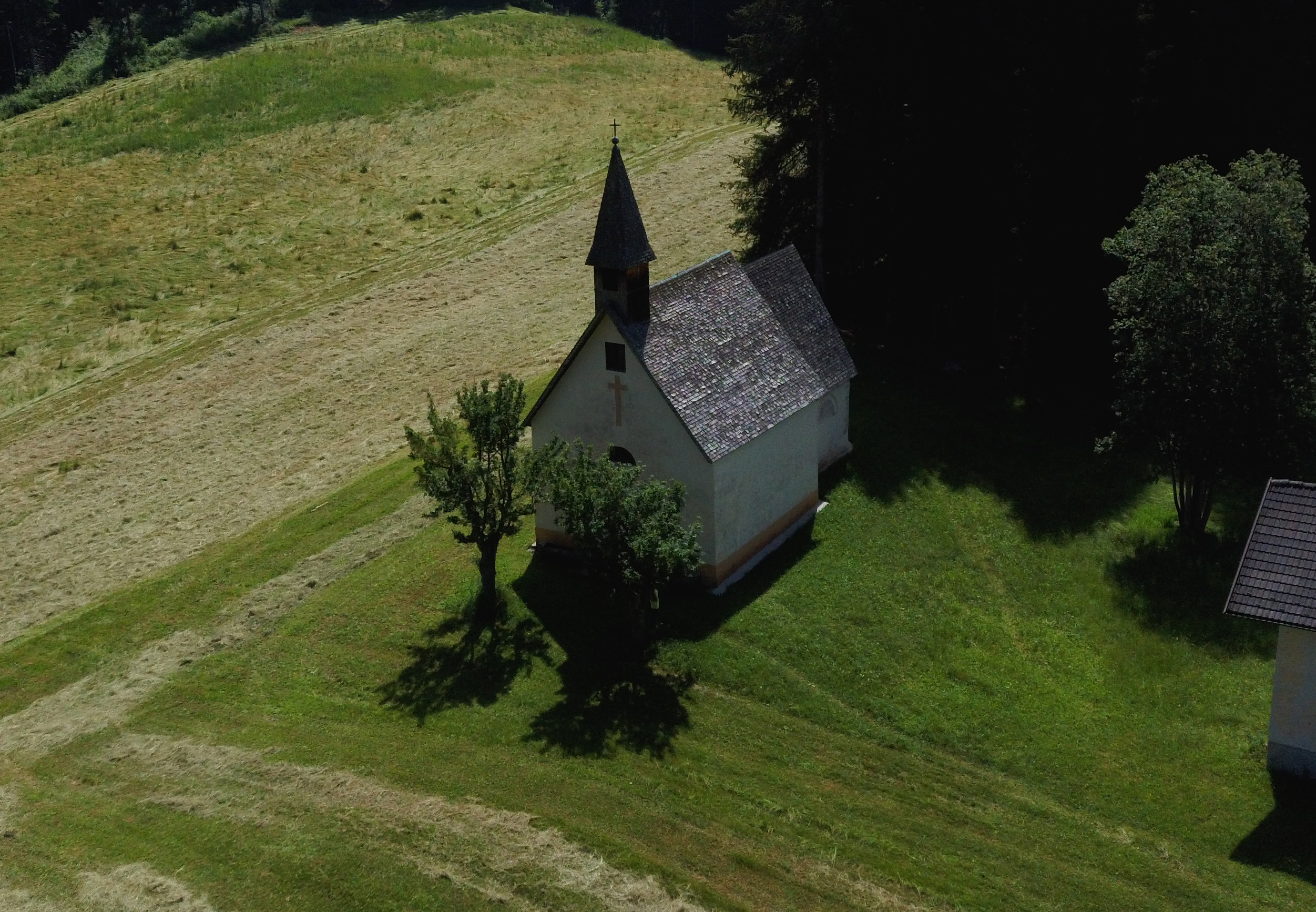
Vista aerea della chiesa

La chiesa sorse all'inizio del Cinquecento, per volontà del notaio Ugolino Scopoli; questi nel 1512 chiese il permesso di poter edificare una chiesa nei prati di sua proprietà in località Liendri, dove molti carbonai e contadini di Mezzano si trasferivano per il lavoro estivo, non potendo quindi frequentare la parrocchiale; egli ricevette risposta positiva dal vescovo di Feltre Antonio Pizzamano il 21 agosto dello stesso anno. La costruzione, affidata ai fratelli di Rumo Cristoforo e Michele, iniziò con la posa della prima pietra il 29 aprile 1514, benedetta dal francescano Giovanni Battista Pizino, delegato del pievano di Primiero Michele Brusio, terminando il 19 giugno 1514; il successivo sabato 24 giugno vi venne officiata la prima messa dal nuovo pievano di Fiera Gabriele Nygenthamer (fu anche la sua prima messa in qualità di pievano), mentre la consacrazione seguì il 4 agosto 1515, celebrata dal vescovo ausiliario Michele Jorba.
Il piccolo sacello rimase di proprietà della famiglia Scopoli fino al Settecento, quando un erede decise di donarla alla comunità di Mezzano; nel 1803 ricevette in dono la pala d'altare dipinta da Antonio Vanzo, e nel 1875 si decise di ampliarla, convertendo la navata esistente in presbiterio e aggiungendone una più grande: i lavori, che comportarono la parziale demolizione dell'esistente, terminarono il 28 ottobre di quell'anno; il vecchio portale e le finestre della facciata antica vennero reimpiegati in quella nuova, così come il campanile in legno.
Nel corso del Novecento si collocano alcuni lavori, in particolare la demolizione e ricostruzione in mattoni del catino absidale nel 1930, rovinandone gravemente gli affreschi; ma nel corso dello stesso intervento vennero però restaurati gli altri affreschi dell'abside, e vennero anche scoperti e ripristinati quelli dell'arco santo. Tra il 1965 e il 1975 vennero aggiunti arredi mobili (ambone, sgabello, mensa d'altare) per l'adeguamento liturgico.

## Cultura
Da un documento settecentesco si evince che la chiesa di San Giovanni formava una croce ideale, assieme con la chiesa di San Vittore di Tonadico, la chiesa di San Silvestro di Imer e la chiesa di Santa Romina sul monte Bedole (di cui ora non restano che poche tracce); questa croce, detta "crosèra" in dialetto, era simbolo di consacrazione per l'intera vallata. Dal 1834 la chiesa è meta di una processione annuale il 24 giugno, festa di san Giovanni Battista.

## Descrizione

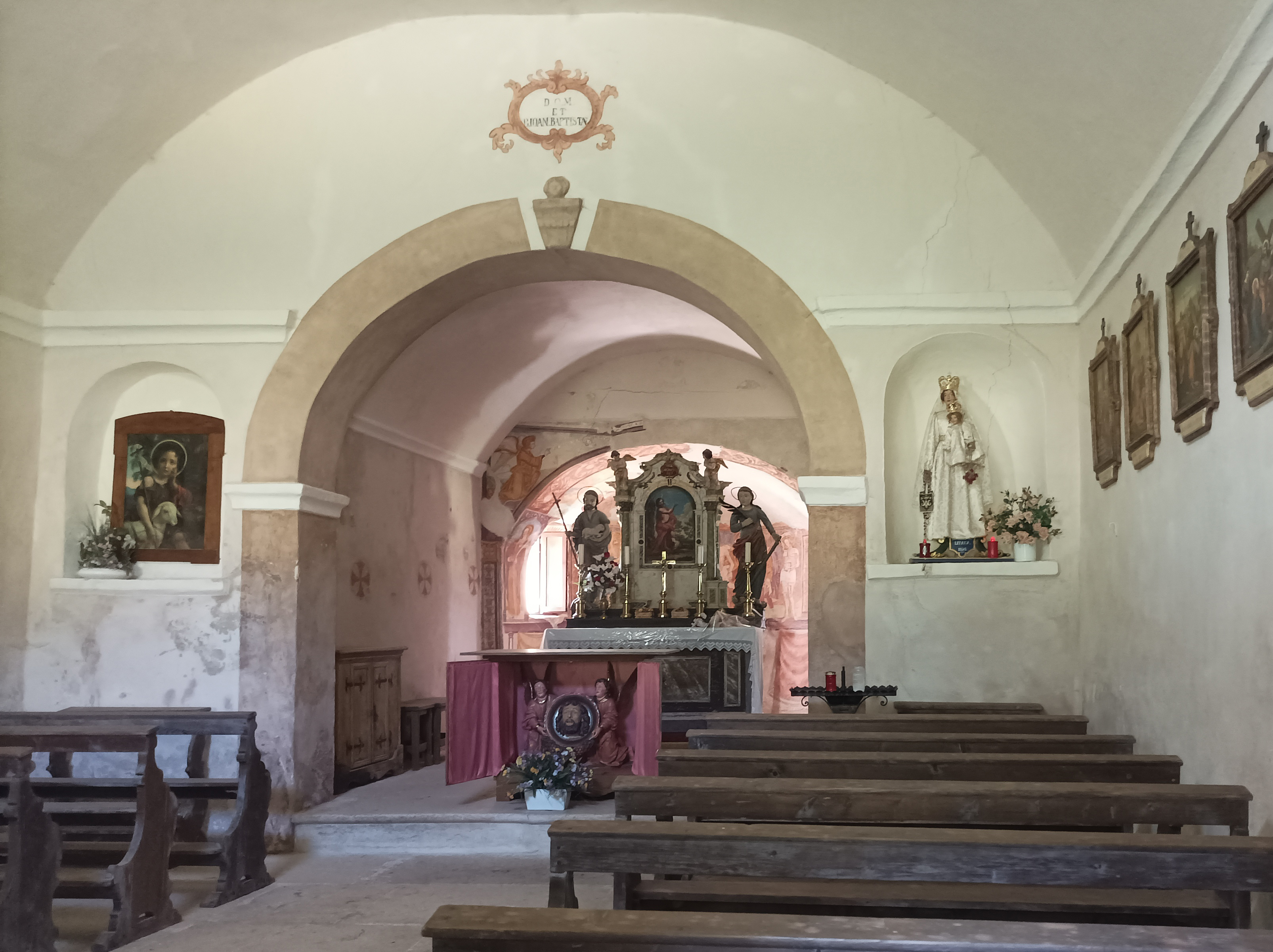
Interno

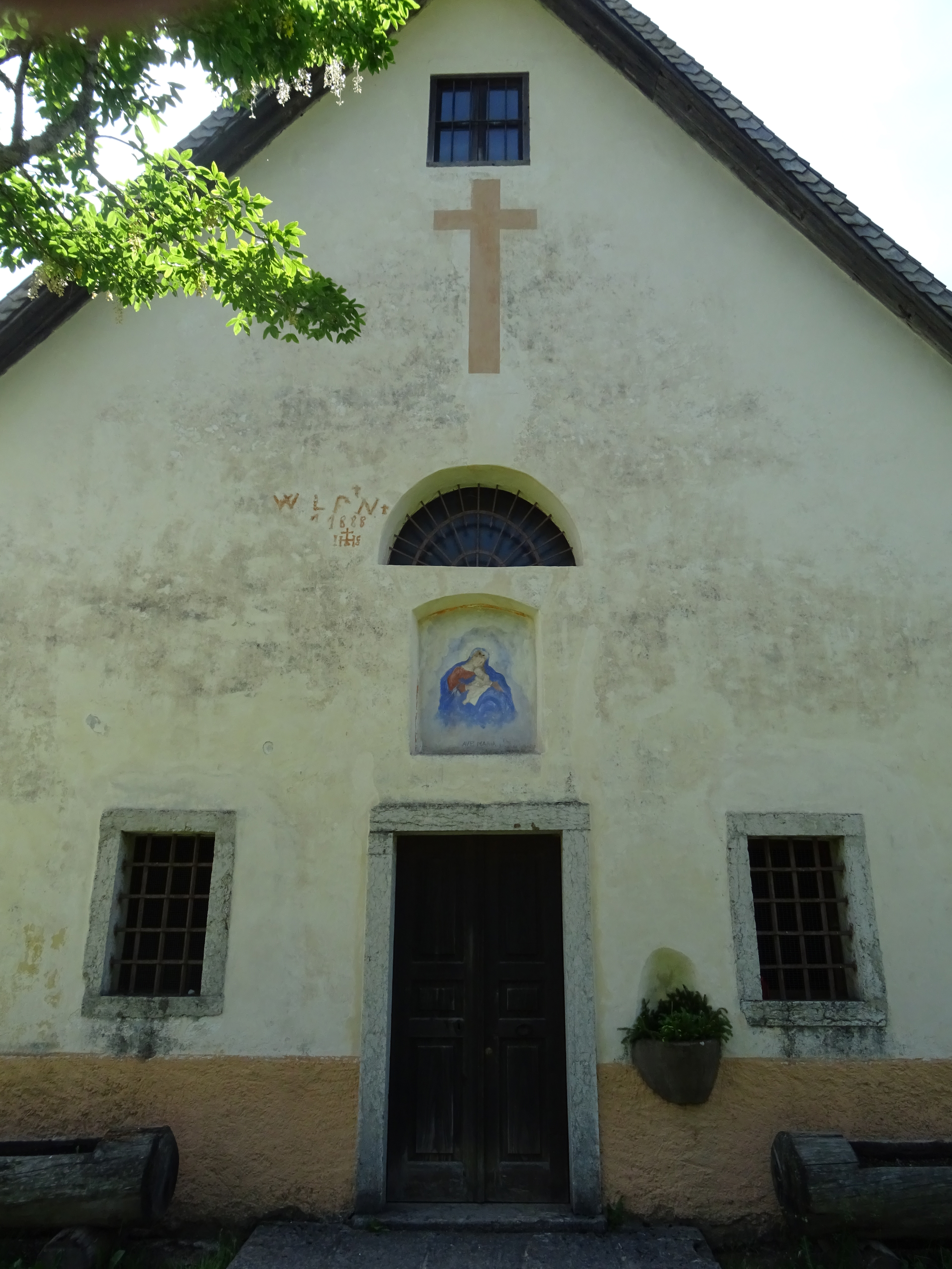
Facciata

### Esterno
La chiesa, orientata verso sud, sorge a 1177 metri di altitudine tra i prati in località Liendri, a oltre un'ora a piedi dal centro di Mezzano; è costruita in pietrame intonacato, con tetto ricoperto da tegole in legno.
Si presenta con facciata a capanna, con zoccolo in muratura interrotto dal portale d'accesso architravato, fiancheggiato da due finestre rettangolari con grate; in asse col portale, salendo lungo la facciata, si trovano una nicchia con un dipinto murale della Madonna con Bambino (realizzato nel 1936-37 da Riccardo Schweizer, a soli undici anni), da una finestra a lunetta, l'immagine di una croce latina e infine una finestra quadrata. 
Sul colmo del tetto svetta un campaniletto in legno con copertura piramidale. Le fiancate della chiesa lisce; su entrambi i lati, in corrispondenza del presbiterio, è affrescata una finta finestra a lunetta.

### Interno
L'interno, pavimentato con lastre di pietra, si apre con una navata unica, percorsa in alto da un cornicione modanato su cui appoggia la volta a botte; sopra l'arco santo è dipinto un cartiglio con l'intitolazione a san Giovanni Battista. Segue il presbiterio, rialzato di un gradino, che corrisponde alla navata più antica; un altro arco santo introduce all'abside semicircolare. Oltre a quelle della facciata sono presenti due altre finestre rettangolari, entrambe nell'abside.
L'abside (incluso l'arco santo) è ornata da affreschi cinquecenteschi, opera di Francesco Naurizio; sulle pareti si trova un Cristo dolente, sorretto dalla Vergine Maria e da san Giovanni, affiancati da una sfilza di altri santi, tra cui sant'Onofrio, san Rocco, san Sebastiano, san Giovanni Battista e san Leonardo; in due nicchie laterali vi sono le figure di santa Romina e santa Corona; nel catino restano alcuni frammenti di un grande Cristo redentore in mandorla, contornato dai simboli del tetramorfo rappresentanti gli evangelisti (un'iconografia cara ai pittori della famiglia Naurizio, che venne riproposta anche in altre chiese della zona, come San Silvestro di Imer, san Giacomo di Tonadico e San Martino di Fiera); sugli estremi dell'arco santo si trova infine un'Annunciazione. Sparsi tra gli affreschi vi sono graffiti cinque e seicenteschi.